# 氷川神社 (東久留米市南沢)
氷川神社（ひかわじんじゃ）は、東京都東久留米市南沢にある神社。
東久留米総鎮守。旧社格は村社。南沢氷川神社とも称される。

## 歴史
創建年は不明。氷川神社の神職22世・栗原済之進が1900年（明治33年）に書き残したところによると、古くより黒目川支流・落合川上流の水源地（現在の南沢湧水群）にあり、湧水の守護神として奉られていたものが、周辺が開発され、出雲斐伊神社の故事に倣って創建されたと伝えられている。
現存する1654年（承応3年）2月15日の棟札から、南沢村、田無村、入間村、下新井村の総氏子中によって再建がなされたことが分かる。その際に尽力したのは、徳川家の重臣・久世大和守、神谷与七郎、峰屋半之焏らの有力者だった。
明治初年、村社に昇格し神饌幣帛料指定神社となって以来、神社の大祭には供進使の参向があり、湯の花神楽や獅子舞行事、疫病祓の夏祭など多彩な神賑祭礼が行われてきた。
氷川神社は、長い年月の間に数回、再建されたとみられている。1937年（昭和12年）には、社殿の老朽化に伴って改築計画が立てられたものの、第二次世界大戦の開戦によって一時中止となり、終戦後の1950年（昭和25年）4月、氏子などの尽力によって竣工した。
1969年（昭和44年）3月18日、火災のため社殿を焼失し、再度氏子などから協賛を得て、1971年（昭和46年4月）に新社殿が完成した。
1984年（昭和59年）1月に社務所新築などの境内整備を進め、現在に至る。

## 境内

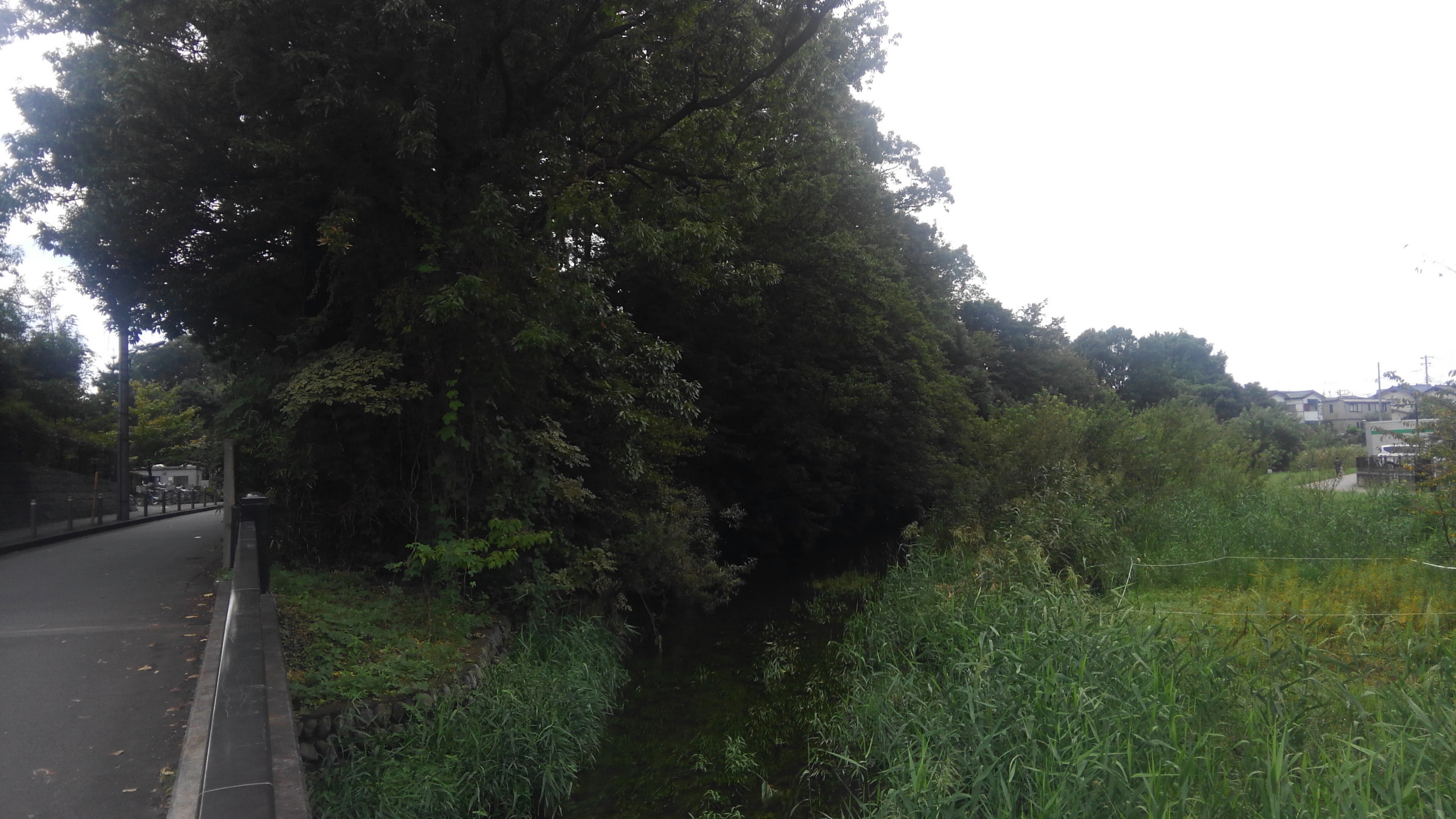
境内裏手にある森。宮下橋から撮影

### 境内末社
- 大神宮 御祭神 天照皇大神[9]
- 稲荷神社 御祭神 豊宇計比咩命[9]
- 八雲神社 御祭神 牛頭天王[9]
- 稲荷神社 御祭神 宇賀魂神[9]

## 文化財

### 絵馬
奉納されている絵馬は多い。武蔵野の貧しい農村として成立した東久留米においては、一流絵師による作品はないものの、熱心に神仏に祈念と感謝を捧げたことがうかがい知れる。「加藤清正虎退治絵馬」は、東久留米市内で奉納年が明らかなものの中では最古の絵馬とされ、市の有形文化財に指定されている。
| 名称               | 大きさ （単位：センチメートル） | 奉納年                | 願主                        |
| 大蛇退治の図       | 縦31.5、横44.5                  |                       |                             |
| 大蛇退治の図       | 縦38、横53                      | 1898年（明治31年）9月 |                             |
| 松に鷹図           | 縦30、横75.5                    | 1872年（明治5年）5月  | 吉岡昌邦                    |
| 松に白鳩図         | 縦23、横37                      |                       |                             |
| 出初式の図         | 縦53、横71                      | 1881年（明治14年）7月 | 若者中                      |
| 加藤清正虎退治の図 | 縦51、横69.5                    | 1821年（文政4年）8月  |                             |
| 祭りばやし図       | 縦52、横80.5                    | 1921年（大正10年）8月 |                             |
| 武将図             | 縦88、横168.5                   |                       | 不明、絵師「□川山岡」と記載 |
| 河岸図             | 縦47、横57                      | 1841年（天保12年）7月 |                             |
| 男性一人拝み図     | 縦54、横66.5                    |                       |                             |
| 女性一人拝み図     | 縦25、横32                      | 1853年（嘉永6年）7月  |                             |

※記載のない欄は不詳

### 上棟札
1654年（承応3年）2月の社殿再建の棟札で、『新編武蔵風土記稿』に記載がある。
東久留米市の有形文化財に指定されている。

### 南沢獅子舞
江戸時代初期から旧南沢村に伝わる郷土芸能で、かつては村の長男のみに伝えられてきた。伝承によると延宝年間(1673－1681)に伊勢から伝わったと言われ、舞う際の歌にも「此の獅子は伊勢で生れて江戸そだち」と歌われている。五穀豊穣・悪疫退散を祈願し、豊作だった年に行われていた。戦時中に一度途切れたが戦後に復活し、現在では4年に1度行われている。
1977年（昭和52年）4月1日に「東久留米市指定無形民俗文化財 第1号」に指定された。
　
祭礼日を毎年9月15日としていたが、のちに10月15日になり、現在では不定期。
獅子頭は「竜頭」で、笛や太鼓にあわせ、女獅子をめぐって二頭の男獅子が勇壮に踊り狂う場面がある。ひとりが一つの獅子頭をつけ、腹に太鼓を付けた3匹の獅子が出てきて踊る、「一人立三匹獅子舞」が中心。
獅子舞のほか、山の神、太刀使、世流布、神楽、万歳（まんざい）などが加わる。
- 神社で歌う獅子歌

此の獅子は伊勢で生れて江戸そだち
腰に刺したる伊勢のお祓い
千早振る神の囲垣に松を植え
松諸ともに氏子繁盛

## 祭礼
- 元旦祭 1月1日[9]
- 祈年祭 2月25日[9]
- 例祭 4月8日[9][1]
- 夏越大祓 6月30日[9]
- 夏祭（天王祭） 7月15日[9]
- 秋祭（獅子祭） 10月15日[9]
- 七五三祭 11月15日[9]
- 新嘗祭 11月23日[9]
- 師走大祓 12月31日[9]
- 月次祭 毎月1日、15日[9]

## 兼務社
東久留米市内・近隣にある11の神社を、氷川神社の宮司が兼任している。そのため、通常は無人となっている。
- 八幡神社（東久留米市八幡町2-8-17）[20]
- 子ノ神社（東久留米市小山1-14-25）[20]
- 氷川神社（東久留米市下里2-9-32）[20]
- 浅間神社（東久留米市浅間町3-7-1）[20]
- 天神社（東久留米市柳窪4-15-16）[20]
- 神明社（東久留米市中央町2-4-26）[20]
- 氷川神社（東久留米市氷川台1-12-2）[20]
- 神明社（東久留米市南町2-3-17）[20]
- 氷川神社（東久留米市神宝町1-17-7）[20]
- 厳島神社（東久留米市金山町1-6-2）[20]
- 浅間神社（清瀬市竹丘2-28-8）[20]

## 資料写真

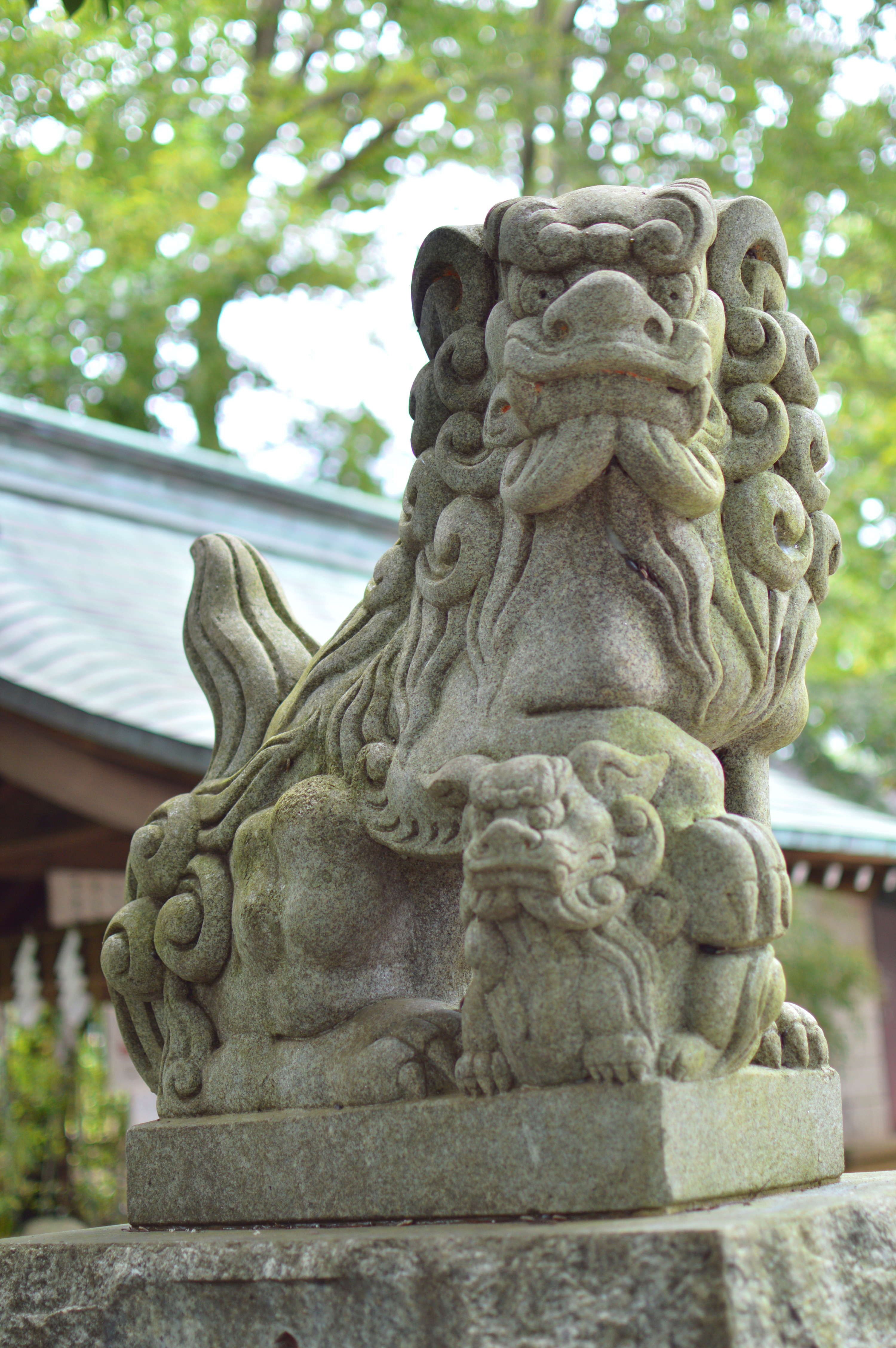
狛犬
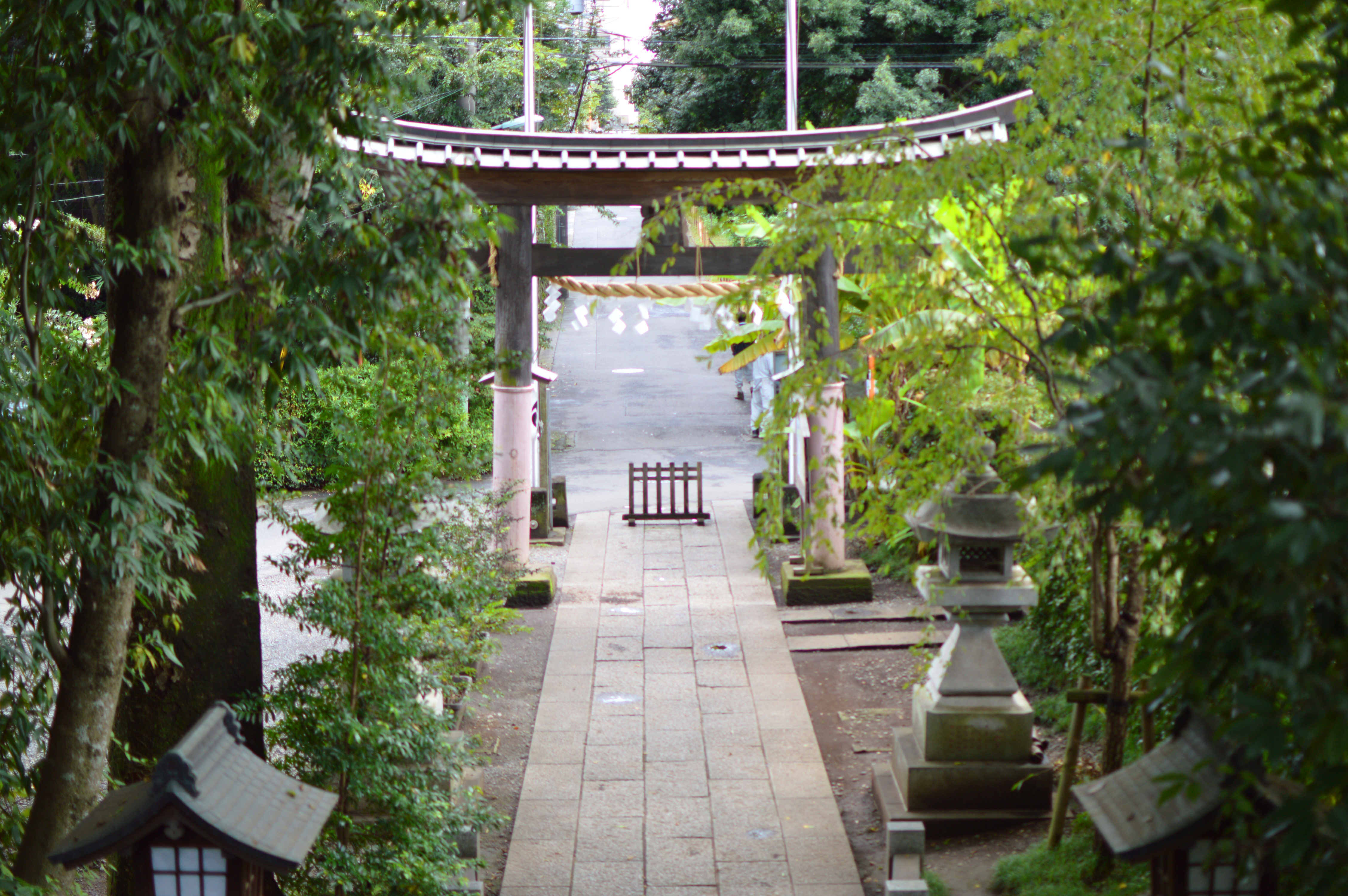
鳥居と参道
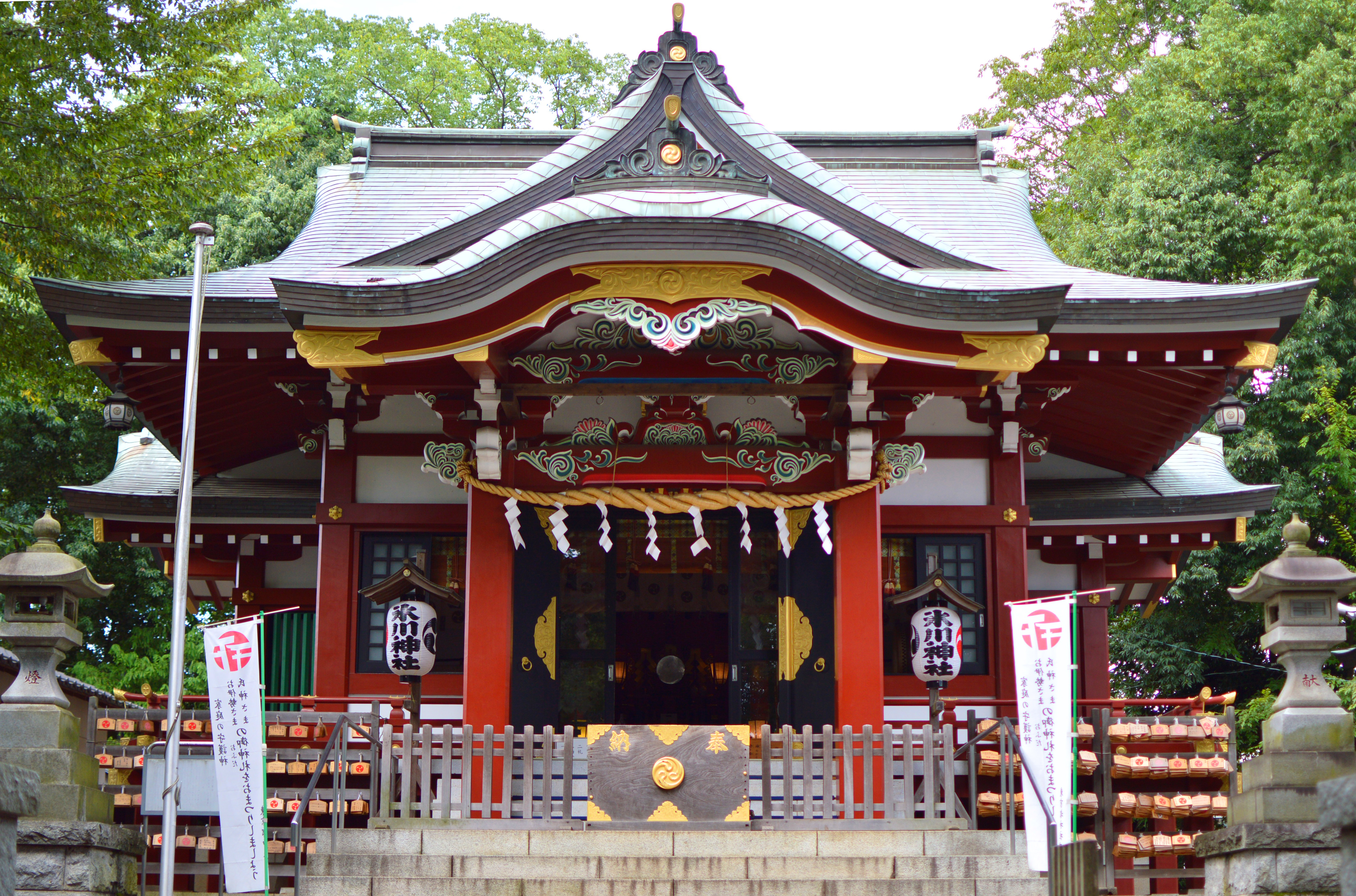
本殿正面

## 交通アクセス
- 西武池袋線 東久留米駅西口より徒歩約15分
- 西武バスイオンモール東久留米シャトルバス「多聞寺入口」バス停より徒歩約5分